# IC 4878
IC 4878 је спирална галаксија у сазвјежђу Паун која се налази на листи објеката дубоког неба у Индекс каталогу.
Деклинација објекта је - 58° 13' 38" а ректасцензија 19h 38m 49,8s. Привидна величина (магнитуда) објекта IC 4878 износи 14,3 а фотографска магнитуда 15,1. IC 4878 је још познат и под ознакама ESO 142-29, IRAS 19346-5820, SAO 246200 (6.8) 6' f, PGC 63467.